# ザラ・ホワイツ
ザラ・ホワイツ(Zara Whites、本名Esther Kooiman、1968年11月8日-)は、オランダ（ネーデルラント）出身の元ポルノ女優である。

## 経歴
17歳の時実家を飛び出し、ボーイフレンドの家へ移り住んだ。
1989年からはイタリアに移り、深夜番組「ねむれナイト コルポグロッソ」にトップレス・ダンサーとしてレギュラー出演する傍ら、伯爵（現在でもイタリアにおいては貴族制度が存在している）の愛人となる。破局してからは、パリに移住、「プレイボーイ」、「ペントハウス」、「ハスラー」誌上などでモデルをつとめた。その後、イタリアのポルノ俳優ロッコ・シフレディの誘いでポルノ出演を決心した。
ヨーロッパで人気が出た後、米国カルフォルニアに飛び、アメリカ製ポルノ数点に出演して成功を収めた。
1997年のインタビューによれば、1991年頃、エイズの感染などを恐れる両親をカリフォルニアの職場へ連れて行き、職場を見せて回り感染その他の危険性が無いことを納得させたという。
彼女曰く「オランダ人はアメリカ人よりはるかにリベラルであるから、ちゃんと話をすれば融通が利く」という事らしい。
1992年、イタリアのポルノ男優ロベルト・マローンの愛人となって以来、ポルノ作品での出演もノン・セックスもしくはレズシーンが多くなり、2001年には引退した。
現在はパリに在住している。
2006年に自伝(「Je suis Zara Whites mais je me soigne」)を出版した。
動物保護の観点からベジタリアンであり、フランス・オランダでは知られる。2007年には PETA のキャンペーンに参加し、ロッテルダムの市内を裸で練り歩くPRをした。
また、地球温暖化に関しても心配しており「ザラ・ホワイツのエコブログ」なるものが2008年まで存在していた。